# Tizi Ouzou
Pour les articles homonymes, voir Tizi Ouzou (homonymie).
Tizi Ouzou (en kabyle : ⵝⵉⵣⵉ ⵡⴻⵣⵣⵓ, Ṯizi Wezzu ; en arabe : تيزي وزو ; surnommée « la capitale du Djurdjura » et « col des Genêts ») est une commune algérienne située à 30 km au sud des côtes méditerranéennes et à 100 km à l'est de la capitale Alger. Elle est le chef-lieu de la Wilaya de Tizi Ouzou et de la Daïra de Tizi Ouzou, en Kabylie.
Connue d'abord sous le nom de « Bordj » ou « village de Tizi Ouzou » — région rurale modeste — elle devient une petite ville coloniale française dans la 2de moitié du XIXe siècle. Son processus d'urbanisation est relativement récent.
La ville a vécu une histoire assez riche en événements et en personnages. C'est une région réputée farouche à toute incursion étrangère et avec l'indépendance du pays, en 1962, elle retrouve un grand rôle culturel. En effet, parmi les grandes villes berbérophones, elle devient le plus grand foyer de la revendication identitaire berbère.
Avec ses 135 088 habitants au dernier recensement de 2008, Tizi Ouzou est la deuxième plus grande ville de Kabylie après Béjaïa. Elle est aussi, grâce à sa situation géographique, parmi les plus importants pôles commerciaux de la région.

## Géographie

### Situation
Située au centre-ouest de la wilaya de Tizi Ouzou, la commune de Tizi Ouzou touche les communes de Draâ Ben Khedda et Tirmitine à l'ouest, de Maâtkas au sud-ouest, de Ath Zmenzer et Ath Aïssi au sud, d'Irdjen au sud-est, d'Ouaguenoun et Tizi Rached à l'est et Ath Aissa Mimoun au nord-est.
| Sidi Naamane              | Redjaouna                           | Ath Aissa Mimoun       |
| Draâ Ben Khedda Tirmitine | Tizi Ouzou                          | Ouaguenoun Tizi Rached |
| Maâtkas                   | (Tizi Ouzou) Ath Zmenzer, Ath Aïssi | Irdjen                 |

Elle couvre une superficie de 10 236 hectares.
Tizi Ouzou est située à 88 km à l'est de la capitale Alger, à 93 km à l'ouest de Béjaïa, à 52 km à l'est de Boumerdès et à 39,5 km au nord-est de Bouira.
Les coordonnées géographiques de la commune au point central de son chef-lieu valent respectivement 36° 43′ 00″ Nord et 4° 03′ 00″ Est.

### Villages environnants
| Village de Tala Allam | Village de Sidi Belloua (Redjaouna)          | Village de Timizar Loghbar |
| Village de Boukhalfa  | Tizi Ouzou                                   | Oued Aïssi                 |
| Assif Guergour        | Villages de Betrouna, Bouhinoune et Hesnaoua | Commune de Ath Aïssi       |

### Toponymie
Le nom de la localité est constitué de la base kabyle Tizi signifiant « col (de montagne) » et du second composant Ouzou (du berbère Azzu) signifiant « genêts ». Le nom complet de la localité signifie donc « le col des genêts ».
La « ville des genêts » ou la « capitale du Djurdjura » sont deux surnoms communément donnés à la ville.

### Relief, géologie, hydrographie

#### Relief
Tizi Ouzou est située dans la vallée de l’oued Sebaou. Elle occupe un col (d'où son nom) et est entourée de montagnes. La ville s'est construite à une altitude de 200 m et s'étale au pied du mont Sidi Belloua auquel s'adosse une partie de la vieille ville, dite la Haute Ville. Ce massif tient son nom du saint éponyme Sidi Belloua et culmine à plus de 600 m. Les villages de Redjaouna n'El Bor et de Redjaouna n'Tacht, tous deux rattachés à la commune de Tizi Ouzou, sont situés sur les hauteurs du mont Sidi Belloua.

#### Hydrographie
Le barrage de Taksebt qui s’étend sur une surface de 550 ha, se situe à 10 km à l’est de la ville de Tizi-Ouzou sur l'Oued Aïssi (littéralement rivière de Ait Aïssi). Il a nécessité un investissement de 540 millions d’euros et a été officiellement mis en service le 5 juillet 2007,. Il est alimenté par les eaux de pluie et de fonte du manteau nival du Djurdjura. Il comprend une station de traitement d'eau potable, une station de pompage, des tunnels dont une canalisation de 95 km pour permettre le transfert de 150 millions de m3 par an,. Le barrage est doté d’une capacité de stockage de 175 millions de m3 mais pouvant en atteindre 181 millions en cas de fortes pluies,. Ce barrage alimente la wilaya de Tizi Ouzou à raison de 20 000 m3/jour mais également les wilayas d'Alger, Blida et Boumerdès.

### Climat
Tizi-Ouzou se situe dans la zone du climat méditerranéen. En raison des massifs montagneux qui entourent la ville, il neige chaque année en hiver entre décembre pour les hautes altitudes (600 m et +), et février pour les basses altitudes. En été, la chaleur peut être suffocante car l’air marin se heurte au relief montagneux qui l’empêche d’atteindre la ville. À partir de novembre les températures sont de 5 °C au minimum. Quelques hivers à Tizi Ouzou sont marqués par des records de chaleur : en 2012, par exemple, les températures ont dépassé les 17 °C. La température la plus élevée jamais enregistrée à Tizi-Ouzou date de juillet 1901 avec 50 °C, et la température la plus basse date de février 1982 avec −11 °C.
| Mois                              | jan. | fév. | mars | avril | mai  | juin | jui. | août | sep. | oct. | nov.  | déc.  | année |
| --------------------------------- | ---- | ---- | ---- | ----- | ---- | ---- | ---- | ---- | ---- | ---- | ----- | ----- | ----- |
| Température minimale moyenne (°C) | 7,2  | 7,5  | 9    | 11,2  | 14,2 | 18,2 | 21,6 | 21,9 | 19   | 16,2 | 11,4  | 8,1   | 13,9  |
| Température moyenne (°C)          | 11,4 | 11,4 | 14,1 | 16,7  | 20,2 | 25,1 | 28,7 | 28,9 | 25,2 | 22,1 | 15,8  | 12,2  | 19,2  |
| Température maximale moyenne (°C) | 15,4 | 15,9 | 19,2 | 22,2  | 26,1 | 32   | 35,8 | 35,9 | 31,4 | 27,9 | 20,3  | 16,4  | 24,8  |
| Record de froid (°C)              | −3   | 0    | 0,6  | 4     | 6,6  | 8    | 16   | 16   | 12,4 | 7,5  | 3,5   | 0,7   | −3    |
| Record de chaleur (°C)            | 23,4 | 30   | 31,9 | 37,8  | 39   | 43   | 45,7 | 45,2 | 43   | 40,5 | 31,7  | 27    | 45,7  |
| Précipitations (mm)               | 98,2 | 95,3 | 90   | 80,8  | 52,8 | 18,4 | 4,6  | 7,8  | 36,8 | 55,3 | 106,4 | 116,3 | 705   |

| Diagramme climatique                                  |             |         |              |              |            |             |             |            |              |               |              |
| J                                                     | F           | M       | A            | M            | J          | J           | A           | S          | O            | N             | D            |
| 15,47,298,2                                           | 15,97,595,3 | 19,2990 | 22,211,280,8 | 26,114,252,8 | 3218,218,4 | 35,821,64,6 | 35,921,97,8 | 31,41936,8 | 27,916,255,3 | 20,311,4106,4 | 16,48,1116,3 |
| Moyennes : • Temp. maxi et mini °C • Précipitation mm |             |         |              |              |            |             |             |            |              |               |              |

### Transport

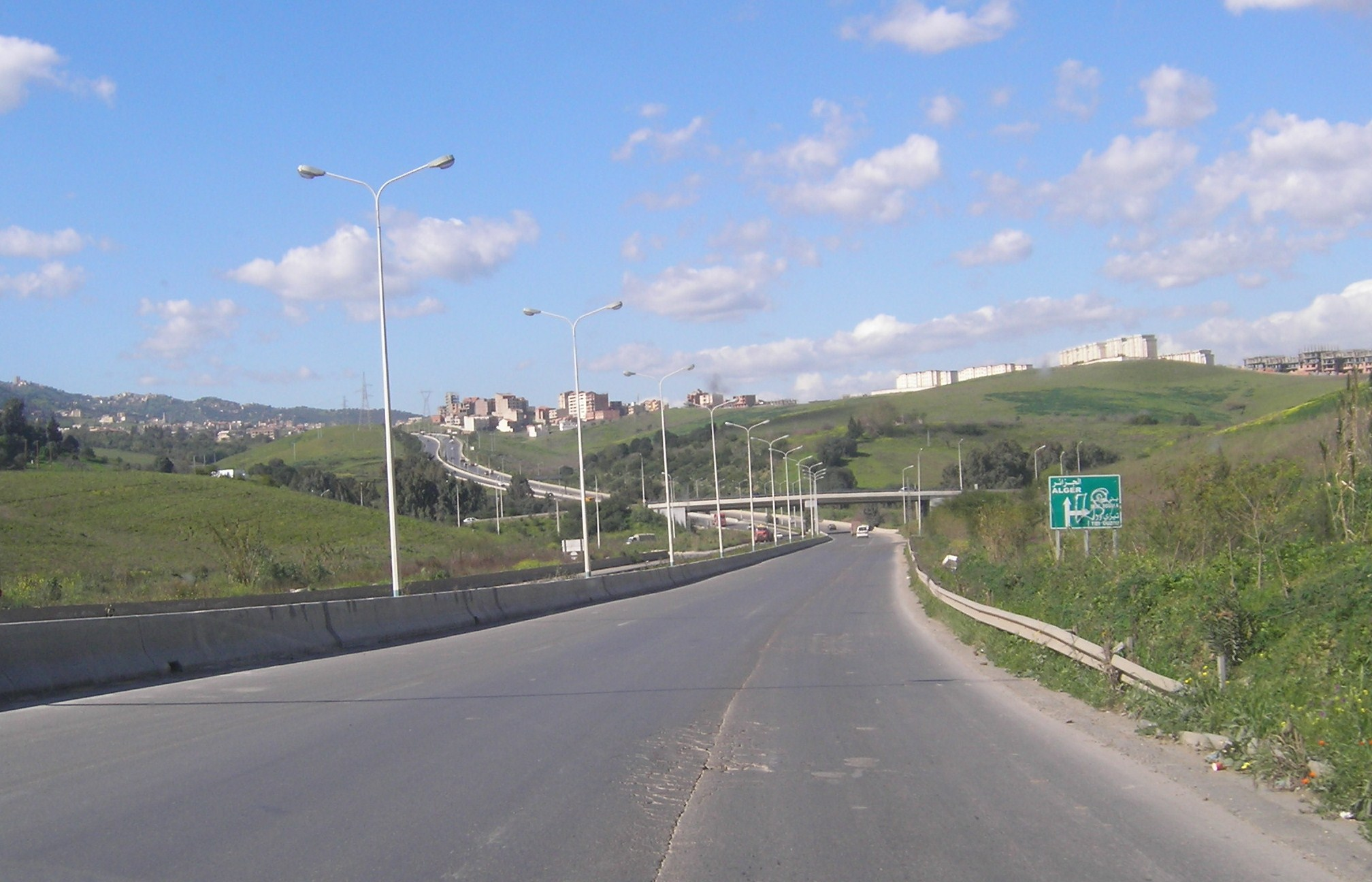
La rocade sud de la ville de Tizi Ouzou.

#### Infrastructures routières
La ville de Tizi-Ouzou bénéficie d'un réseau routier très dense. Un périphérique, contourne la ville en 2x2 voies sauf sur la RN72 (rocade Nord) à flanc de montagne en 2x1 voies. Seule la partie sud (dite rocade sud) permet de contourner par le sud Tizi Ouzou de Boukhalfa à Tazmalt n'El Kaf.
Les sorties de la rocade sud (dans le sens Alger-Béjaïa) sont :
- sortie 1 : Tizi-sud ouest/Tala Allam/Bouira/Boghni/Draa El Mizan. Cette sortie est également le point de chute de la pénétrante autoroutière devant relier Tizi-Ouzou à l'autoroute Est-Ouest.
- sortie 2 : Tizi-Bd Khaled Khodja/Centre-Ville/Beni Zmenzer/Bouhinoun.
- sortie 3 : Tizi-nouvelle-ville/Tizi-gare multimodamle kef naadja/Université Hesnaoua/Maatkas.
- sortie 4 : Tizi-est/Tizi-abattoirs/Beni Douala.
- sortie 5 : Béjaïa/Azazga/Mekla/Larbaa Nath Irathen/Aït Yenni/Ouadhia/Irdjen/Barrage Taqsebt.

La partie nord de la rocade (en direction de Tigzirt/Makouda/Ouaguenoun) est le début de la RN72. Elle commence au niveau du Pont de Bougie en 2x1 voies pour continuer en 2x2 voies jusqu’à Boukhalfa avec la RN12 (Route d’Alger). Elle contourne la ville par le nord, au-delà du massif de Sidi Belloua, depuis Tazmalt n'El Kaf jusqu'à Vouaid. Plusieurs bretelles d'entrée et de sortie y sont prévues vers différents quartiers de Tizi Ouzou (tels la Haute-Ville, Boukhalfa…) ainsi que vers les villes et villages avoisinants (Sidi Naâmane, Timizar Loghbar, Makouda, etc.).

#### Transport routier
La ville est reliée à Béjaia, Alger, Blida, Oran, Bouira et plusieurs localités kabyles par un important réseau routier. La ville de Tizi Ouzou possède plusieurs gares routière. Une ligne de bus relie Tizi-Ouzou, quatre fois par semaine, aux villes du grand sud algérien, notamment : Hassi Messaoud, Ouargla, Ghardaia, Laghouat, Djelfa et Bou Saada.

#### Transport ferroviaire
Tizi-Ouzou possède une gare ferroviaire. La ligne Tizi Ouzou-Alger a été interrompue à la suite des différents attentats ayant ciblé la région dans les années 1990 et 2000. La ligne a été remise en service en juillet 2009 après 15 ans d’arrêt, dans un premier temps elle effectue une rotation aller-retour par jour entre Tizi-Ouzou et Alger.
Un projet de train de banlieue a vu le jour dans les années 2000. Cette nouvelle ligne relie Tizi Ouzou à sa proche banlieue (la région de Oued Aïssi), le but étant de désengorger le réseau existant et de désenclaver l'est du département. La ligne a été inaugurée le 28 juin 2010, elle effectue une quinzaine d'aller-retours par jour entre Draâ Ben Khedda, Tizi-Ouzou et la zone industrielle Aïssat Idir de Oued Aissi. Un projet d'extension de la ligne jusqu'à Azazga est prévue (en passant par le pôle universitaire de Tamda).
Au milieu des années 2010, la ligne est suspendue pour cause de travaux de modernisation et d’électrification des voies. Dans la foulée, afin d’accompagner l’électrification de la ligne, la SNTF a équipé la ligne de banlieue Alger - Thénia - Tizi-Ouzou des rames électriques de la banlieue algéroise Stadler Flirt permettant depuis 2017 de faire la liaison Tizi Ouzou - Alger en une heure. Une correspondance de ce train avec la future ligne de téléphérique est prévue à la gare multimodale de Bouhinoune. Le 19 avril 2017, la ligne ferroviaire électrifiée Alger-Tizi Ouzou est inaugurée.

#### Transport par câbles
La télécabine de Tizi Ouzou, d’une longueur totale de 5,4 km pour 120 cabines, comporte six stations dont quatre intermédiaires :
1. station de Kaf Naâdja (gare multimodale) ;
2. station de la Nouvelle Ville ;
3. station du Stade du 1er novembre ;
4. station M'Douha (Haute Ville) ;
5. station de l'hôpital Sidi Belloua ;
6. station de Redjaouna.

Confié à la société française Poma, associée à l’entreprise algérienne Bapiva, ce projet de téléphérique urbain, lancé en 2013, a connu de nombreux retards. Son coût est évalué à 8,7 milliards de dinars. Le premier tronçon de ce projet d'une longueur de 2,5 km (reliant la gare multimodale à la Haute Ville) a été mis en service le 12 janvier 2020 à l'occasion de Yennayer, le nouvel an berbère. Le deuxième tronçon reliera la Haute-Ville de Tizi Ouzou à l’hôpital Sidi Belloua (1 000 personnes/heure), tandis que le troisième tronçon ira de l’hôpital Sidi Belloua au village de Redjaouna plus en hauteur (550 personnes/heure). Les deux premiers tronçons sont assurés par le système de télécabine alors que le troisième tronçon se fera par téléphérique.

#### Transport aérien
En dépit de son importance démographique, Tizi Ouzou n'a pas d'aéroport. Ses habitants doivent se reporter sur les aéroports d’Alger et de Béjaïa. Auparavant, il existait deux aérodromes militaires, l'un à Freha et l'autre à Oued-Aissi. Ils ont disparu au profit, respectivement, d'une caserne et de la zone industrielle Aïssat Idir.

### Localités

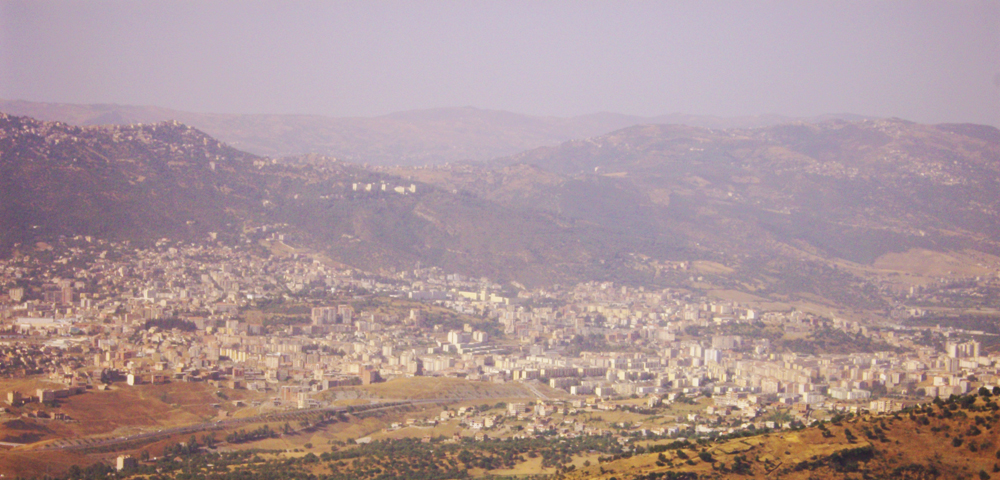
Panorama de la ville de Tizi Ouzou.

Outre son chef-lieu Tizi Ouzou-ville, la commune de Tizi Ouzou comporte les localités suivantes : Boukhalfa, Tala Alam, Irdjaouen (Redjaouna) n'El Bor, Irdjaouen (Redjaouna) n'Techt, Bouhinoun, Tala Manssour, Sidi Agad, Azib n'Ahmed, Taazibt, Taddart Tamokrante, Aït Mansour, Aït Hessane, Oumadene, Tassadort, Aïn Meziab, Ikemmouden(kemmouda) Zerkoun (fraction de Tizi Ouzou), Biamrane, Taddart oufella, Imezdaten (Mezdatta), Taarkoubt, Ighil Ouberouak, Tighilt Ouhamza, Timizar Loghbar, Tala Athmane, Sikh Oumeddour, Irehalen (Rehahlia), Tazmalt n'El Kaf, Tazmalt, Abid n'Chamlal et Kef Lahmar.
Actuellement, la commune est composée de Tizi-Ouzou, agglomération chef-lieu, et des agglomérations secondaires de Irdjaouen (Redjaouna), Tala Athmane, Tassadort, Abid n'Chemlal, Irehalen (Rehahlia), Bouhinoun-Azaghar, Sikh Oumeddour et Aït Hassene, et des agglomérations en zone éparse de Bouhinoun, Azib n'Ahmed, Timizar Loghbar, Ighil Ouberouak, Mezdatta, Tadart Tamokrante et Ikemouden.
- Redjaouna (Sidhi-Velloua), sur les hauteurs nord de la ville. Il fut l'un des premiers villages de Kabylie à être électrifié. Son emplacement représentait un point stratégique pour l'armée française.
- Boukhalfa (Autrefois Aït-Boukhalfa), aujourd'hui[Quand ?] totalement intégré à l'espace urbain, en un quartier à part entière. Il regroupe d'importantes infrastructures telles la Faculté de Droit, de nombreuses résidences universitaires, lycées, écoles, gare ferroviaire et accueillera sur son territoire le nouveau complexe olympique de la ville, de même qu'y seront implantés une gare routière, l'opéra, le nouveau CHU de Tizi Ouzou (Centre Hospitalier Universitaire).
- Tala Athmane (Tala Σetman), troisième grand village, après ceux de Boukhlafa et Rdjaouna[21].
- Oued Aïssi est le nom donné à la partie de la vallée du Sebaou traversée par Asif Aït Âisi (du nom de la rivière des Aït Aisi). À quelque dix kilomètres de la ville de Tizi Ouzou, abrite la zone industrielle dite Idir Aïssat et le premier centre universitaire de Kabylie, à Irhallen, d'où est partie la revendication identitaire et politique berbère en Algérie[réf. nécessaire]. En plus de ces infrastructures, ce lieu-dit abrite une cité universitaire, un hôpital psychiatrique (Hôpital Dr Hanafi Fernane) non loin du barrage de Taksebt. Dans une célèbre chanson Matoub Lounes rendait hommage à ce bastion de la revendication amazighe.
- Sikh Oumeddour, est un lieu-dit à environ dix kilomètres à l'est de la ville.
- Abid-n-chamlal (Abid-Chamlal) au croisement des RN 15 et 12 à proximité de la zone industrielle et de l'Hôpital Dr Hanafi Fernane.
- Irahallen sur la route des Gorges de Takhoukht
- Tazmalt n'El Kaf, lieu de jonction des rocades sud et nord avec la voie express RN 12.
- Timizar Loghbar, situé sur la route nationale reliant Tizi Ouzou à Ath Ouaguenoune, juste après le pont de Bougie.
- Ibetrounen (pluriel de Abetroun), arabisé en Betrouna à 6 km au sud de la ville. C'est un ensemble de plusieurs villages qui commencent par Tassadort, le plus proche de Tizi Ouzou, et se termine par (imezdaten (Mezdatta) aux limites de la commune de Maatkas. Les autres villages sont l'Ain Meziav, Ikemmoudhen, thighilt ouhamza, Thaarkouvth, Ighil Ouvarouak, Taddart oufella.
- Hesnaoua, un ensemble de villages dont : Azib n'Ahmed, Ait-Ahcene, Aït-Mansour, Taddart Tamokrant et Taazibt.
- Tazmalt, village de la commune de Tizi-Ouzou.

| Quartiers de Tizi Ouzou | Quartiers de Tizi Ouzou | Quartiers de Tizi Ouzou  | Quartiers de Tizi Ouzou  | Quartiers de Tizi Ouzou | Quartiers de Tizi Ouzou |
| --- | ----------------------- | ------------------------ | ------------------------ | ----------------------- | ----------------------- |
| \| Vielle Ville Nouvelle-Ville Haute-Ville Habitat M'Douha Sud-Ouest ① ② Redjaouna Redjaouna Techt Tazmalt n'El Kaf Timizar n'Leghvar Tazmalt Thiplakine Tala · Athmane Oued Aïssi Sikh Ou Meddour Irahalen Chamlal Tighremt n Tizi ③ Ait Mansour Ilesamen Ait Hessan Bouhinoun Amzeourou Iril'-Telazu Beruak Parthénon ① = Thala Allam ② = Boukhalfa ③ = Annar Amellal \| | Localisation            | Noms                     | Noms                     | Noms                    | Noms                    |
| \| Vielle Ville Nouvelle-Ville Haute-Ville Habitat M'Douha Sud-Ouest ① ② Redjaouna Redjaouna Techt Tazmalt n'El Kaf Timizar n'Leghvar Tazmalt Thiplakine Tala · Athmane Oued Aïssi Sikh Ou Meddour Irahalen Chamlal Tighremt n Tizi ③ Ait Mansour Ilesamen Ait Hessan Bouhinoun Amzeourou Iril'-Telazu Beruak Parthénon ① = Thala Allam ② = Boukhalfa ③ = Annar Amellal \| | Localisation            | français                 | kabyle                   | amazigh                 | arabe                   |
| \| Vielle Ville Nouvelle-Ville Haute-Ville Habitat M'Douha Sud-Ouest ① ② Redjaouna Redjaouna Techt Tazmalt n'El Kaf Timizar n'Leghvar Tazmalt Thiplakine Tala · Athmane Oued Aïssi Sikh Ou Meddour Irahalen Chamlal Tighremt n Tizi ③ Ait Mansour Ilesamen Ait Hessan Bouhinoun Amzeourou Iril'-Telazu Beruak Parthénon ① = Thala Allam ② = Boukhalfa ③ = Annar Amellal \| | Centre-Ville            | Vieille Ville            |                          |                         | مدينة قديمة             |
| \| Vielle Ville Nouvelle-Ville Haute-Ville Habitat M'Douha Sud-Ouest ① ② Redjaouna Redjaouna Techt Tazmalt n'El Kaf Timizar n'Leghvar Tazmalt Thiplakine Tala · Athmane Oued Aïssi Sikh Ou Meddour Irahalen Chamlal Tighremt n Tizi ③ Ait Mansour Ilesamen Ait Hessan Bouhinoun Amzeourou Iril'-Telazu Beruak Parthénon ① = Thala Allam ② = Boukhalfa ③ = Annar Amellal \| | Centre-Ville            | Haute-Ville              |                          |                         | هاي سيتي                |
| \| Vielle Ville Nouvelle-Ville Haute-Ville Habitat M'Douha Sud-Ouest ① ② Redjaouna Redjaouna Techt Tazmalt n'El Kaf Timizar n'Leghvar Tazmalt Thiplakine Tala · Athmane Oued Aïssi Sikh Ou Meddour Irahalen Chamlal Tighremt n Tizi ③ Ait Mansour Ilesamen Ait Hessan Bouhinoun Amzeourou Iril'-Telazu Beruak Parthénon ① = Thala Allam ② = Boukhalfa ③ = Annar Amellal \| | Centre-Ville            | Nouvelle Ville           | Tiɣremt Tamaynut         | ⵜⵉⵖⵔⴻⵎⵜ ⵜⴰⵎⴰⵢⵏⵓⵜ        | مدينة جديدة             |
| \| Vielle Ville Nouvelle-Ville Haute-Ville Habitat M'Douha Sud-Ouest ① ② Redjaouna Redjaouna Techt Tazmalt n'El Kaf Timizar n'Leghvar Tazmalt Thiplakine Tala · Athmane Oued Aïssi Sikh Ou Meddour Irahalen Chamlal Tighremt n Tizi ③ Ait Mansour Ilesamen Ait Hessan Bouhinoun Amzeourou Iril'-Telazu Beruak Parthénon ① = Thala Allam ② = Boukhalfa ③ = Annar Amellal \| | Centre-Ville            | Sud-Ouest                |                          |                         | مفرزة الجنوب الغربي     |
| \| Vielle Ville Nouvelle-Ville Haute-Ville Habitat M'Douha Sud-Ouest ① ② Redjaouna Redjaouna Techt Tazmalt n'El Kaf Timizar n'Leghvar Tazmalt Thiplakine Tala · Athmane Oued Aïssi Sikh Ou Meddour Irahalen Chamlal Tighremt n Tizi ③ Ait Mansour Ilesamen Ait Hessan Bouhinoun Amzeourou Iril'-Telazu Beruak Parthénon ① = Thala Allam ② = Boukhalfa ③ = Annar Amellal \| | Centre-Ville            | M'douha                  |                          |                         | مدوحة                   |
| \| Vielle Ville Nouvelle-Ville Haute-Ville Habitat M'Douha Sud-Ouest ① ② Redjaouna Redjaouna Techt Tazmalt n'El Kaf Timizar n'Leghvar Tazmalt Thiplakine Tala · Athmane Oued Aïssi Sikh Ou Meddour Irahalen Chamlal Tighremt n Tizi ③ Ait Mansour Ilesamen Ait Hessan Bouhinoun Amzeourou Iril'-Telazu Beruak Parthénon ① = Thala Allam ② = Boukhalfa ③ = Annar Amellal \| | Centre-Ville            | Habitat                  |                          |                         | الموئل                  |
| \| Vielle Ville Nouvelle-Ville Haute-Ville Habitat M'Douha Sud-Ouest ① ② Redjaouna Redjaouna Techt Tazmalt n'El Kaf Timizar n'Leghvar Tazmalt Thiplakine Tala · Athmane Oued Aïssi Sikh Ou Meddour Irahalen Chamlal Tighremt n Tizi ③ Ait Mansour Ilesamen Ait Hessan Bouhinoun Amzeourou Iril'-Telazu Beruak Parthénon ① = Thala Allam ② = Boukhalfa ③ = Annar Amellal \| | Centre-Ville            | Thala Allam              |                          |                         | تالا علام               |
| \| Vielle Ville Nouvelle-Ville Haute-Ville Habitat M'Douha Sud-Ouest ① ② Redjaouna Redjaouna Techt Tazmalt n'El Kaf Timizar n'Leghvar Tazmalt Thiplakine Tala · Athmane Oued Aïssi Sikh Ou Meddour Irahalen Chamlal Tighremt n Tizi ③ Ait Mansour Ilesamen Ait Hessan Bouhinoun Amzeourou Iril'-Telazu Beruak Parthénon ① = Thala Allam ② = Boukhalfa ③ = Annar Amellal \| | Nord-Ouest              | Redjaouna (Sidi Belloua) | Redjaouna (Sidi Belloua) | ⵔⴻⴷⵊⴰⵓⵏⴰ                | ىردجاوونا يل بوور       |
| \| Vielle Ville Nouvelle-Ville Haute-Ville Habitat M'Douha Sud-Ouest ① ② Redjaouna Redjaouna Techt Tazmalt n'El Kaf Timizar n'Leghvar Tazmalt Thiplakine Tala · Athmane Oued Aïssi Sikh Ou Meddour Irahalen Chamlal Tighremt n Tizi ③ Ait Mansour Ilesamen Ait Hessan Bouhinoun Amzeourou Iril'-Telazu Beruak Parthénon ① = Thala Allam ② = Boukhalfa ③ = Annar Amellal \| | Nord-Ouest              | Redjaouna Techt          |                          |                         | ىردجاوونا طيچهت         |
| \| Vielle Ville Nouvelle-Ville Haute-Ville Habitat M'Douha Sud-Ouest ① ② Redjaouna Redjaouna Techt Tazmalt n'El Kaf Timizar n'Leghvar Tazmalt Thiplakine Tala · Athmane Oued Aïssi Sikh Ou Meddour Irahalen Chamlal Tighremt n Tizi ③ Ait Mansour Ilesamen Ait Hessan Bouhinoun Amzeourou Iril'-Telazu Beruak Parthénon ① = Thala Allam ② = Boukhalfa ③ = Annar Amellal \| | Nord-Ouest              | Boukhalfa                | Buxalfa                  | ⴱⵓⵅⴰⵍⴼⴰ                 | بوخالفة                 |
| \| Vielle Ville Nouvelle-Ville Haute-Ville Habitat M'Douha Sud-Ouest ① ② Redjaouna Redjaouna Techt Tazmalt n'El Kaf Timizar n'Leghvar Tazmalt Thiplakine Tala · Athmane Oued Aïssi Sikh Ou Meddour Irahalen Chamlal Tighremt n Tizi ③ Ait Mansour Ilesamen Ait Hessan Bouhinoun Amzeourou Iril'-Telazu Beruak Parthénon ① = Thala Allam ② = Boukhalfa ③ = Annar Amellal \| | Nord-Ouest              | Tighremt n Tizi          |                          |                         | تيغرمت ن تيزي           |
| \| Vielle Ville Nouvelle-Ville Haute-Ville Habitat M'Douha Sud-Ouest ① ② Redjaouna Redjaouna Techt Tazmalt n'El Kaf Timizar n'Leghvar Tazmalt Thiplakine Tala · Athmane Oued Aïssi Sikh Ou Meddour Irahalen Chamlal Tighremt n Tizi ③ Ait Mansour Ilesamen Ait Hessan Bouhinoun Amzeourou Iril'-Telazu Beruak Parthénon ① = Thala Allam ② = Boukhalfa ③ = Annar Amellal \| | Est                     | Timizar Loghbar          | Timizar n'Leghvar        |                         | ثيميزار لغبار           |
| \| Vielle Ville Nouvelle-Ville Haute-Ville Habitat M'Douha Sud-Ouest ① ② Redjaouna Redjaouna Techt Tazmalt n'El Kaf Timizar n'Leghvar Tazmalt Thiplakine Tala · Athmane Oued Aïssi Sikh Ou Meddour Irahalen Chamlal Tighremt n Tizi ③ Ait Mansour Ilesamen Ait Hessan Bouhinoun Amzeourou Iril'-Telazu Beruak Parthénon ① = Thala Allam ② = Boukhalfa ③ = Annar Amellal \| | Est                     | Tazmalt                  | Tazmalt                  | ⵜⴰⵣⵎⴰⵍⵜ                 | تازمالت                 |
| \| Vielle Ville Nouvelle-Ville Haute-Ville Habitat M'Douha Sud-Ouest ① ② Redjaouna Redjaouna Techt Tazmalt n'El Kaf Timizar n'Leghvar Tazmalt Thiplakine Tala · Athmane Oued Aïssi Sikh Ou Meddour Irahalen Chamlal Tighremt n Tizi ③ Ait Mansour Ilesamen Ait Hessan Bouhinoun Amzeourou Iril'-Telazu Beruak Parthénon ① = Thala Allam ② = Boukhalfa ③ = Annar Amellal \| | Est                     | Thiplakine               |                          |                         | طهيپلاكيني              |
| \| Vielle Ville Nouvelle-Ville Haute-Ville Habitat M'Douha Sud-Ouest ① ② Redjaouna Redjaouna Techt Tazmalt n'El Kaf Timizar n'Leghvar Tazmalt Thiplakine Tala · Athmane Oued Aïssi Sikh Ou Meddour Irahalen Chamlal Tighremt n Tizi ③ Ait Mansour Ilesamen Ait Hessan Bouhinoun Amzeourou Iril'-Telazu Beruak Parthénon ① = Thala Allam ② = Boukhalfa ③ = Annar Amellal \| | Est                     | Tala Athmane             | Tala Athmane             | ⵜⴰⵍⴰ ⴰⵜⵎⴰⵏⴻ             | ثالا عثمان              |
| \| Vielle Ville Nouvelle-Ville Haute-Ville Habitat M'Douha Sud-Ouest ① ② Redjaouna Redjaouna Techt Tazmalt n'El Kaf Timizar n'Leghvar Tazmalt Thiplakine Tala · Athmane Oued Aïssi Sikh Ou Meddour Irahalen Chamlal Tighremt n Tizi ③ Ait Mansour Ilesamen Ait Hessan Bouhinoun Amzeourou Iril'-Telazu Beruak Parthénon ① = Thala Allam ② = Boukhalfa ③ = Annar Amellal \| | Est                     | Oued Aïssi               |                          |                         | واد عيسي                |
| \| Vielle Ville Nouvelle-Ville Haute-Ville Habitat M'Douha Sud-Ouest ① ② Redjaouna Redjaouna Techt Tazmalt n'El Kaf Timizar n'Leghvar Tazmalt Thiplakine Tala · Athmane Oued Aïssi Sikh Ou Meddour Irahalen Chamlal Tighremt n Tizi ③ Ait Mansour Ilesamen Ait Hessan Bouhinoun Amzeourou Iril'-Telazu Beruak Parthénon ① = Thala Allam ② = Boukhalfa ③ = Annar Amellal \| | Est                     | Sikh Ou Meddour          |                          |                         | السيخ أو مدور           |
| \| Vielle Ville Nouvelle-Ville Haute-Ville Habitat M'Douha Sud-Ouest ① ② Redjaouna Redjaouna Techt Tazmalt n'El Kaf Timizar n'Leghvar Tazmalt Thiplakine Tala · Athmane Oued Aïssi Sikh Ou Meddour Irahalen Chamlal Tighremt n Tizi ③ Ait Mansour Ilesamen Ait Hessan Bouhinoun Amzeourou Iril'-Telazu Beruak Parthénon ① = Thala Allam ② = Boukhalfa ③ = Annar Amellal \| | Est                     | Tazmalt n'El Kaf         |                          |                         | طينزار لاعهبار          |
| \| Vielle Ville Nouvelle-Ville Haute-Ville Habitat M'Douha Sud-Ouest ① ② Redjaouna Redjaouna Techt Tazmalt n'El Kaf Timizar n'Leghvar Tazmalt Thiplakine Tala · Athmane Oued Aïssi Sikh Ou Meddour Irahalen Chamlal Tighremt n Tizi ③ Ait Mansour Ilesamen Ait Hessan Bouhinoun Amzeourou Iril'-Telazu Beruak Parthénon ① = Thala Allam ② = Boukhalfa ③ = Annar Amellal \| | Est                     | Chamlal                  |                          |                         | شملال                   |
| \| Vielle Ville Nouvelle-Ville Haute-Ville Habitat M'Douha Sud-Ouest ① ② Redjaouna Redjaouna Techt Tazmalt n'El Kaf Timizar n'Leghvar Tazmalt Thiplakine Tala · Athmane Oued Aïssi Sikh Ou Meddour Irahalen Chamlal Tighremt n Tizi ③ Ait Mansour Ilesamen Ait Hessan Bouhinoun Amzeourou Iril'-Telazu Beruak Parthénon ① = Thala Allam ② = Boukhalfa ③ = Annar Amellal \| | Est                     | Irahalen                 |                          |                         | إيرا ألين               |
| \| Vielle Ville Nouvelle-Ville Haute-Ville Habitat M'Douha Sud-Ouest ① ② Redjaouna Redjaouna Techt Tazmalt n'El Kaf Timizar n'Leghvar Tazmalt Thiplakine Tala · Athmane Oued Aïssi Sikh Ou Meddour Irahalen Chamlal Tighremt n Tizi ③ Ait Mansour Ilesamen Ait Hessan Bouhinoun Amzeourou Iril'-Telazu Beruak Parthénon ① = Thala Allam ② = Boukhalfa ③ = Annar Amellal \| | Centre/Sud              | Ait Mannsour             | Ait Mannsour             | ⴰⵢⵜ ⵎⴰⵏⵙⵓⵔ              | إيت منصور               |
| \| Vielle Ville Nouvelle-Ville Haute-Ville Habitat M'Douha Sud-Ouest ① ② Redjaouna Redjaouna Techt Tazmalt n'El Kaf Timizar n'Leghvar Tazmalt Thiplakine Tala · Athmane Oued Aïssi Sikh Ou Meddour Irahalen Chamlal Tighremt n Tizi ③ Ait Mansour Ilesamen Ait Hessan Bouhinoun Amzeourou Iril'-Telazu Beruak Parthénon ① = Thala Allam ② = Boukhalfa ③ = Annar Amellal \| | Centre/Sud              | Hasnaoua (Ait Hessan)    | Aït-Ahcene               | ⴰⵢⵜ ⴰⵃⵙⴻⵏ               | ايت حسن                 |
| \| Vielle Ville Nouvelle-Ville Haute-Ville Habitat M'Douha Sud-Ouest ① ② Redjaouna Redjaouna Techt Tazmalt n'El Kaf Timizar n'Leghvar Tazmalt Thiplakine Tala · Athmane Oued Aïssi Sikh Ou Meddour Irahalen Chamlal Tighremt n Tizi ③ Ait Mansour Ilesamen Ait Hessan Bouhinoun Amzeourou Iril'-Telazu Beruak Parthénon ① = Thala Allam ② = Boukhalfa ③ = Annar Amellal \| | Centre/Sud              | Bouhinoun                |                          |                         | بوهينون                 |
| \| Vielle Ville Nouvelle-Ville Haute-Ville Habitat M'Douha Sud-Ouest ① ② Redjaouna Redjaouna Techt Tazmalt n'El Kaf Timizar n'Leghvar Tazmalt Thiplakine Tala · Athmane Oued Aïssi Sikh Ou Meddour Irahalen Chamlal Tighremt n Tizi ③ Ait Mansour Ilesamen Ait Hessan Bouhinoun Amzeourou Iril'-Telazu Beruak Parthénon ① = Thala Allam ② = Boukhalfa ③ = Annar Amellal \| | Centre/Sud              | Ilesamen                 |                          |                         | يليسامين                |
| \| Vielle Ville Nouvelle-Ville Haute-Ville Habitat M'Douha Sud-Ouest ① ② Redjaouna Redjaouna Techt Tazmalt n'El Kaf Timizar n'Leghvar Tazmalt Thiplakine Tala · Athmane Oued Aïssi Sikh Ou Meddour Irahalen Chamlal Tighremt n Tizi ③ Ait Mansour Ilesamen Ait Hessan Bouhinoun Amzeourou Iril'-Telazu Beruak Parthénon ① = Thala Allam ② = Boukhalfa ③ = Annar Amellal \| | Centre/Sud              | Annar Amellal            |                          |                         | انار املال              |
| \| Vielle Ville Nouvelle-Ville Haute-Ville Habitat M'Douha Sud-Ouest ① ② Redjaouna Redjaouna Techt Tazmalt n'El Kaf Timizar n'Leghvar Tazmalt Thiplakine Tala · Athmane Oued Aïssi Sikh Ou Meddour Irahalen Chamlal Tighremt n Tizi ③ Ait Mansour Ilesamen Ait Hessan Bouhinoun Amzeourou Iril'-Telazu Beruak Parthénon ① = Thala Allam ② = Boukhalfa ③ = Annar Amellal \| | Centre/Sud              | Amzeourou                |                          |                         | إمزيووروو               |
| \| Vielle Ville Nouvelle-Ville Haute-Ville Habitat M'Douha Sud-Ouest ① ② Redjaouna Redjaouna Techt Tazmalt n'El Kaf Timizar n'Leghvar Tazmalt Thiplakine Tala · Athmane Oued Aïssi Sikh Ou Meddour Irahalen Chamlal Tighremt n Tizi ③ Ait Mansour Ilesamen Ait Hessan Bouhinoun Amzeourou Iril'-Telazu Beruak Parthénon ① = Thala Allam ② = Boukhalfa ③ = Annar Amellal \| | Centre/Sud              | Iril'-Telazu             |                          |                         | يريل'ءطيلازو            |
| \| Vielle Ville Nouvelle-Ville Haute-Ville Habitat M'Douha Sud-Ouest ① ② Redjaouna Redjaouna Techt Tazmalt n'El Kaf Timizar n'Leghvar Tazmalt Thiplakine Tala · Athmane Oued Aïssi Sikh Ou Meddour Irahalen Chamlal Tighremt n Tizi ③ Ait Mansour Ilesamen Ait Hessan Bouhinoun Amzeourou Iril'-Telazu Beruak Parthénon ① = Thala Allam ② = Boukhalfa ③ = Annar Amellal \| | Sud-Ouest               | Beruak                   |                          |                         | بيرواك                  |
| \| Vielle Ville Nouvelle-Ville Haute-Ville Habitat M'Douha Sud-Ouest ① ② Redjaouna Redjaouna Techt Tazmalt n'El Kaf Timizar n'Leghvar Tazmalt Thiplakine Tala · Athmane Oued Aïssi Sikh Ou Meddour Irahalen Chamlal Tighremt n Tizi ③ Ait Mansour Ilesamen Ait Hessan Bouhinoun Amzeourou Iril'-Telazu Beruak Parthénon ① = Thala Allam ② = Boukhalfa ③ = Annar Amellal \| | Sud-Ouest               | Parthénon                |                          |                         | إبثرونن                 |
| Vielle Ville Nouvelle-Ville Haute-Ville Habitat M'Douha Sud-Ouest ① ② Redjaouna Redjaouna Techt Tazmalt n'El Kaf Timizar n'Leghvar Tazmalt Thiplakine Tala · Athmane Oued Aïssi Sikh Ou Meddour Irahalen Chamlal Tighremt n Tizi ③ Ait Mansour Ilesamen Ait Hessan Bouhinoun Amzeourou Iril'-Telazu Beruak Parthénon ① = Thala Allam ② = Boukhalfa ③ = Annar Amellal       |                         |                          |                          |                         |                         |

### Urbanisme

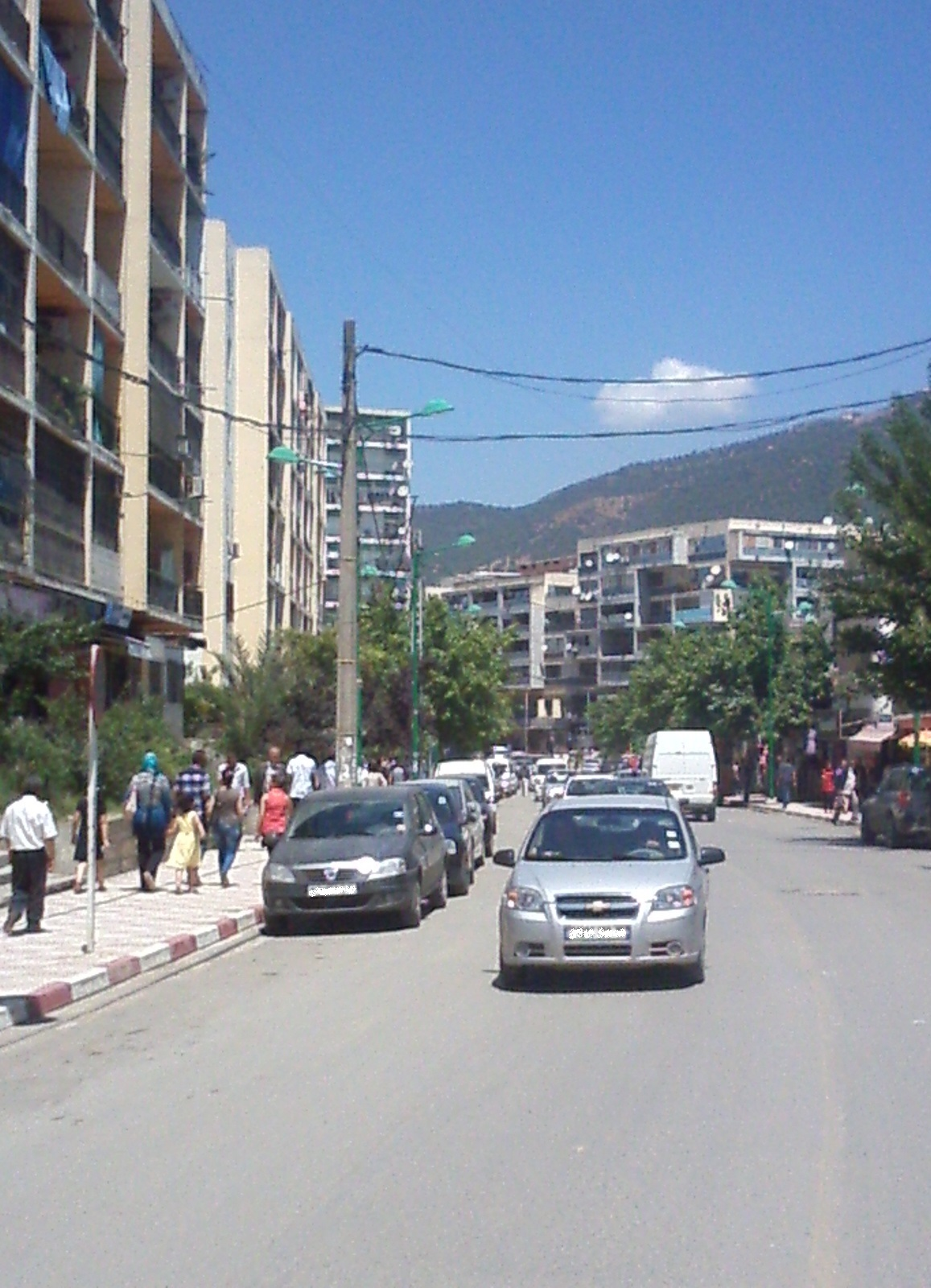
Rue Lamali Ahmed au centre ville de Tizi Ouzou.

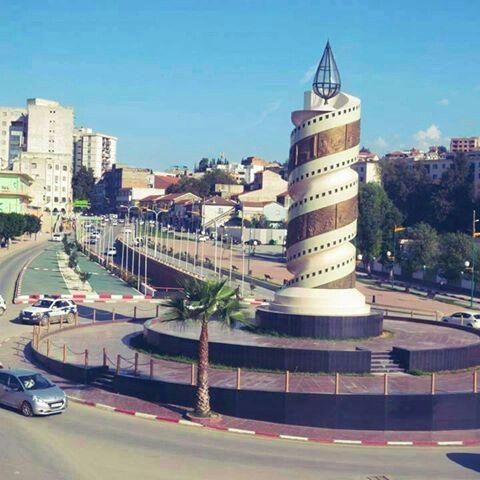
La Bougie de Tizi Ouzou : Un monument dédié aux morts de la guerre d'Algérie.

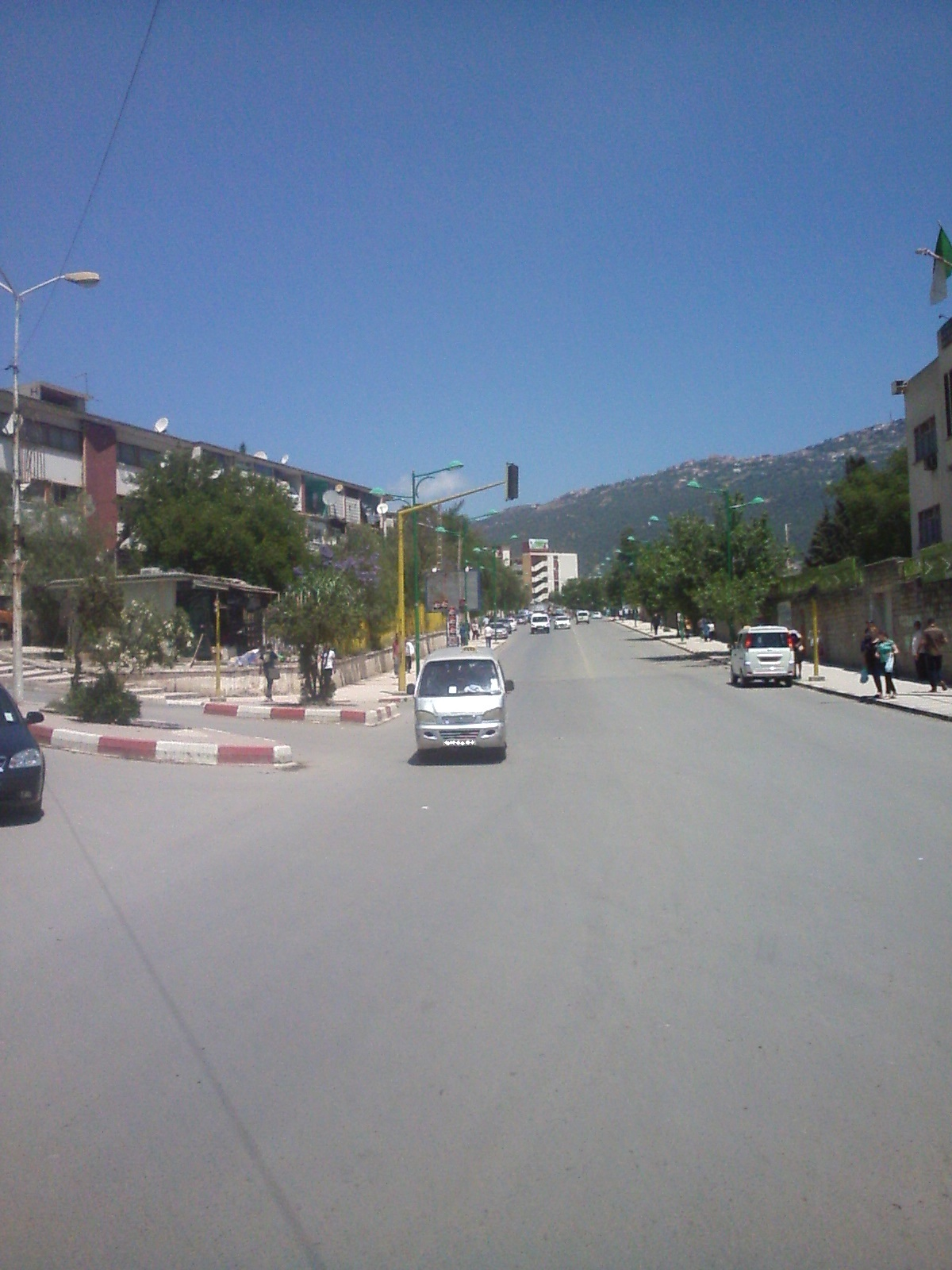
Rue Lamali Ahmed, Les Genets

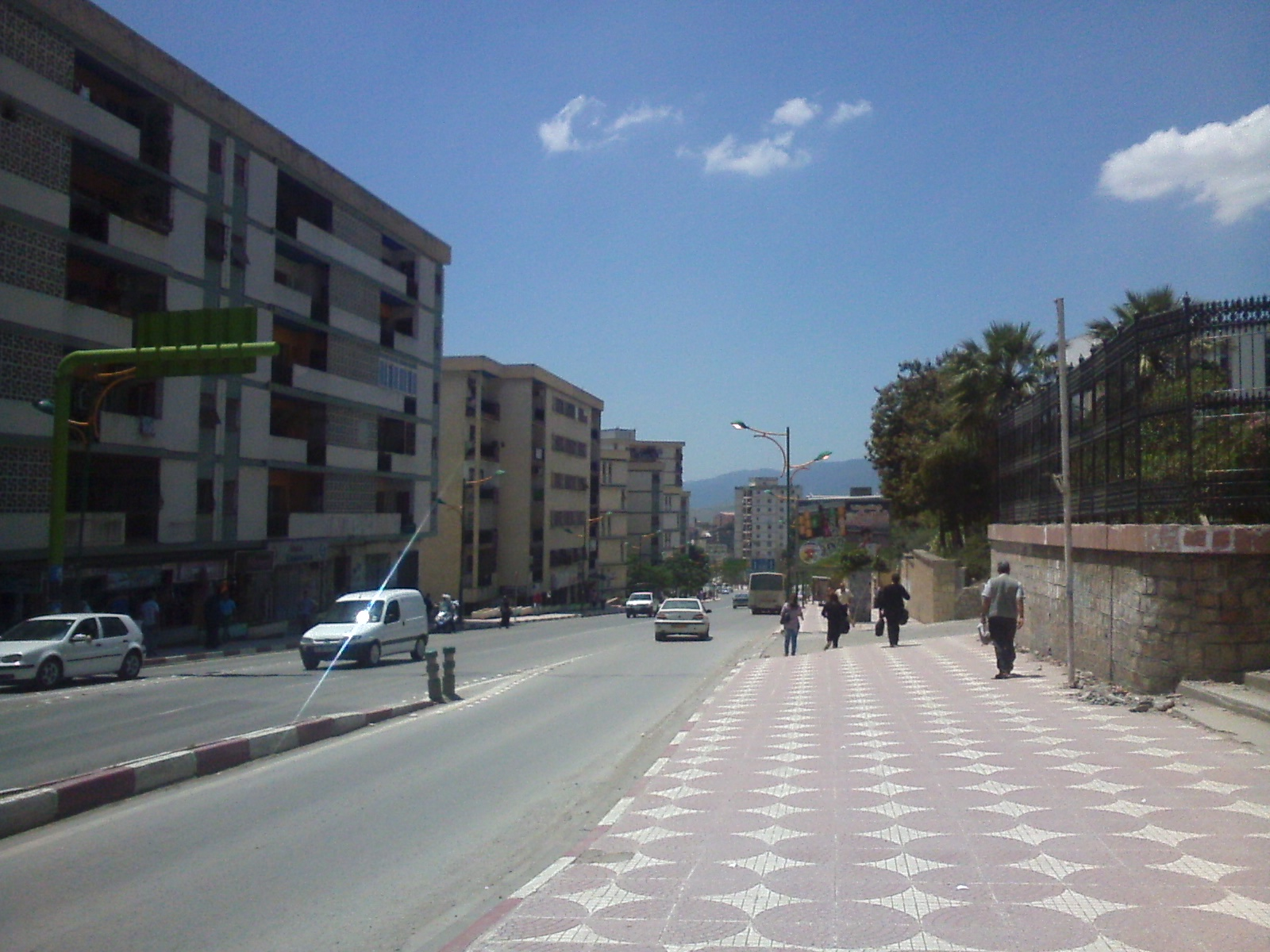
La rue Larbi Ben M'Hidi

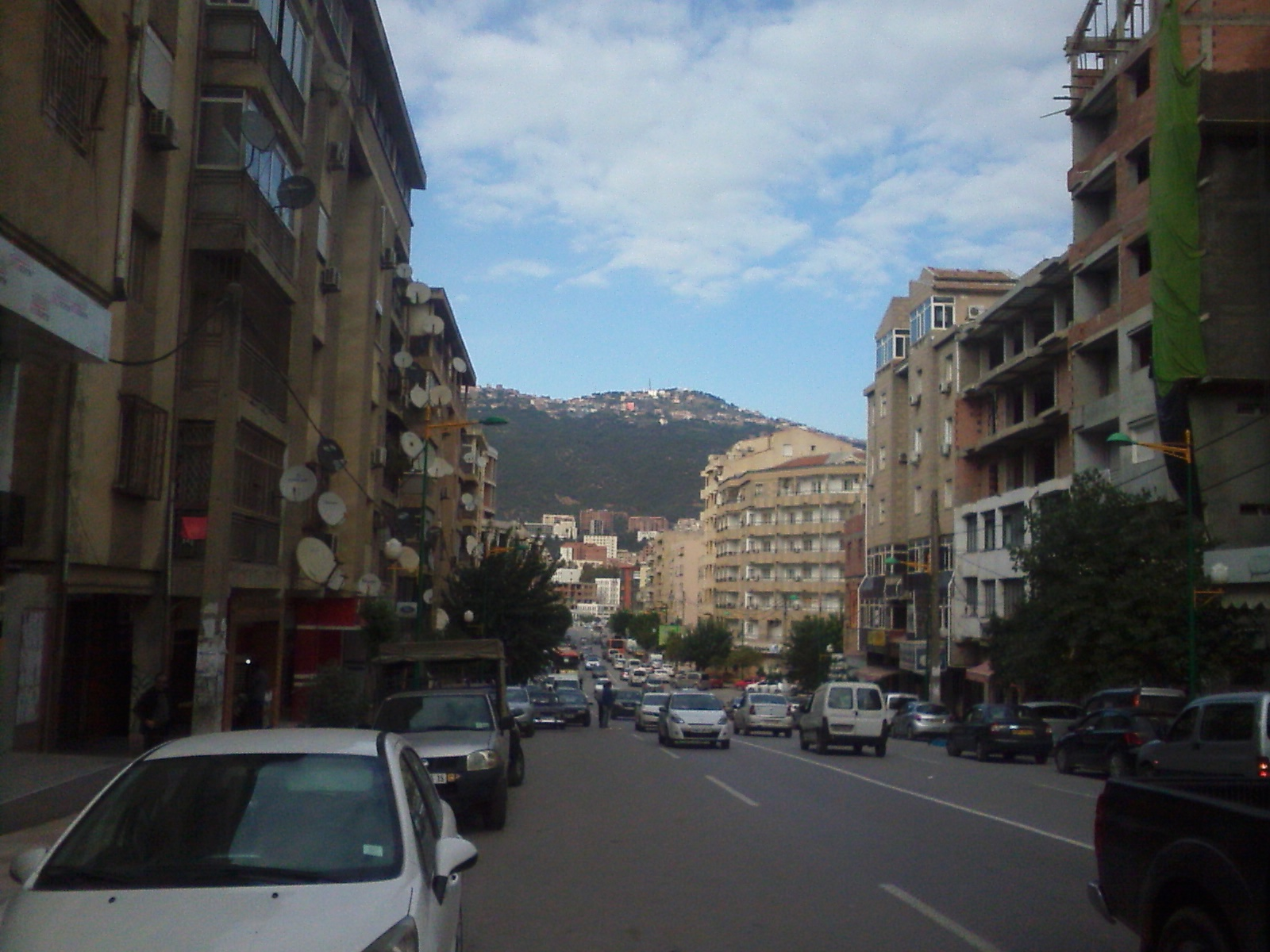
Boulevard Stiti Ali, à Tizi Ouzou.

- La Haute-Ville ou Dechra : désigne tout ce qui se trouve au-delà du boulevard du Nord. Il s’agit de la partie la plus ancienne de la ville. Ces quartiers datent de la période d'avant l'occupation coloniale. Les rues y sont très étroites et les habitations traditionnellement basses. Dechra renferme encore bon nombre de vestiges datant de la période ottomane avec notamment des maisons kabyles typiques, des mosquées (Lalla Saida, Lalla Dmaniya) des écoles coraniques, la résidences des Aît-Kaci (sorte de palais résidentiel des maitres de la région à cette époque.[réf. nécessaire]. La Haute-Ville se décompose elle-même en plusieurs quartiers dont Zellal, Ain-Halouf, Ain-Soltane, Thazougart, Tabenalit, Bordj Hmar et Ihammouthen.
- Le centre-ville : il concentre l'essentiel de l'activité culturelle (maison de la culture, cinémas, théâtre et maison de l'artisanat), éducatives (nombreux lycées, et centres de formation, académie régionale, école paramédicale) commerciale, financière, bancaire, hôtelière, administrative (mairie, siège de la daira, siège de la wilaya et le tribunal). De même que l'essentiel des infrastructures de santé s'y trouve : l'Hôpital Nedir Mohamed (regroupe l'essentiel des services du CHU de Tizi Ouzou), la Clinique Tassadat Sbihi de Gynécologie-Obstétrique, la Clinique dentaire, le centre d'appareillage pour personnes handicapées et la Caisse d'assurance maladie. Le centre-ville est réparti sur différents quartiers tels que Les Genêts, Naiglène, Les Bâtiments Bleus, , Le Djurdjura, La Cité du 20 août et Les Eucalyptus. Le centre-ville s'est développé autour ou dans le prolongement de l'avenue Abane Ramdane dite « la Grande Rue », qui est la principale artère marchande de la ville.
- En périphérie du centre-ville : Les Cadis, la Cité Million, la Cité des Fonctionnaires, Bekkar, Berchiche, la Cité du 5 juillet, les Tours-Villas, Bouaziz, Jolie-Vue,
- Tala Allam, à l'origine un village devenu quartier résidentiel auquel se sont ajoutées diverses infrastructures telles la piscine olympique, nombreux lycées et centres de formation, l'École hôtelière, un centre universitaire, l'hôtel Amraoua et en contrebas sur la route d'Alger une zone d'activité.
- Mdouha, qui abrite la cité universitaire de jeunes filles, le musée de la révolution, le monument aux morts de la lutte de libération nationale, le cimetière des martyrs.
- La Nouvelle-Ville : se trouve au sud de la ville. C'est une excroissance[Quoi ?] composée de plusieurs cités dont la Cité Salah Louanchi, Cité Med Boudiaf, Cité Djurdjura et autres lotissements tels Amirouche, Amyoud, Bouzar… À l’origine, cette nouvelle partie de la ville, construite dès la fin des années 1970, devait supplanter, du point de vue de l’activité commerciale, le centre-ville. Mais quarante ans après, le Centre-Ville demeure le cœur de toute l’activité marchande de la ville de Tizi Ouzou. La Nouvelle-Ville est surtout une zone d'habitation malgré l'apparition de nouveaux boulevards marchands tels Bd Begaz, Bd Frères Belhadj, Bd Belkacem Krim, et l'installation de nombreuses infrastructures (cliniques, directions et antennes administratives). C’est dans la Nouvelle-Ville que se trouve l'essentiel de l'infrastructure de l’université Mouloud Mammeri de Tizi Ouzou.
- Les lotissements du sud-ouest et du nord-est : Tizi-Ouzou s’est beaucoup agrandi dans ces deux directions. De nombreux lotissements de villas ont été construits, tels que les lotissements Salhi, Hamoutène, Malouli, Sud-Ouest et Veuve Amirouche.

## Histoire
L’histoire de Tizi-Ouzou est indissociable de celle de la Kabylie et du reste de l’Algérie, mais elle demeure encore une cité relativement récente. À l'époque de la Régence d'Alger, la ville n'était qu'un simple village limité au nord par le massif de Sidi Beloua et au sud par un bordj (fort) qui abritait une garnison de Janissaires. À cette époque, c'est Dellys [Quoi ?]
Ce n'est qu'avec l’arrivée des Français que le petit hameau d'antan est devenu village colonial puis petite ville coloniale peu de temps après, notamment après installation de quelques services publics telle la juridiction, les lieux de culte (l’église Saint-Eustache à côté des deux mosquées traditionnelles : Lalla D’Mamiya et Lalla Saida), une école de filles et une autre pour garçons, un hôtel, un bureau de poste. L’ouverture de la voie de chemin de fer Alger-Tizi-Ouzou vers 1888 précipita le développement de la ville.
Mais l’occupation française fut aussi synonyme de conflits armés, d’insurrections réprimées, de politique de la terre brûlée… Ce qui contribua à un exode rural massif des populations des villages de Kabylie vers la ville de Tizi-Ouzou.
Après l’indépendance de l’Algérie en 1962, le pays connut un essor démographique très important. Tizi-Ouzou ne fut pas en reste. Sa population est passée de 15 000 habitants en 1960 à presque 100 000 habitants en 1998.
Par ailleurs, la ville de Tizi-Ouzou a été le théâtre de nombreux évènements politiques. La plupart d’entre eux sont en rapport avec les revendications culturelles et identitaires portées depuis longtemps par la Kabylie. En effet, cette région berbérophone de l’Algérie a très mal vécu les politiques d’arabisation forcées imposées par le gouvernement algérien. Parmi les événements les plus marquants de la période récente :
- les émeutes du printemps 1980 ;
- la vague de manifestations violentes ayant suivi l’assassinat du chanteur Lounès Matoub;
- la tragédie du Printemps noir qui a fait 126 victimes et des milliers de blessés, handicapés à vie ;
- de nombreux assassinats commis par des groupes armés islamistes au milieu des années 1990 : l'universitaire et militant Rabah Stambouli ainsi que des religieux : Pères blancs en 1994, etc.

Au début du XXIe siècle, Tizi-Ouzou est l’une des villes les plus importantes d’Algérie. C’est aussi l’une des mieux équipées. Elle est très bien desservie en matière de transports et d’infrastructures administratives, hospitalières, universitaires… C’est aussi une ville où transite une importante partie de l’activité marchande du pays. En raison de la forte émigration kabyle à l’étranger, Tizi-Ouzou est aussi l’une des places-fortes du commerce de la devise.
Une famille royale, Benaïlan a régné pendant dix ans dans les hauteurs de Tizi Ouzou.

### Maires de 1873 à 1962
Liste des maires de Tizi Ouzou avant l'indépendance de l'Algérie le 5 juillet 1962 :
|     | Prénoms et noms     | Début du mandat                       | Fin du mandat                     |
| 1er | André Boyer         | 1873                                  | 1880                              |
| 2e  | Pierre Henri Martin | 188.[source insuffisante]             | 7 décembre 1884                   |
| 3e  | Pierre Henri Martin | 7 décembre 1884[source insuffisante]  | 6 mai 1888                        |
| 4e  | Gustave Dubreuil    | 6 mai 1888[source insuffisante]       | 1er mai 1892                      |
| 5e  | Pierre Henri Martin | 1er mai 1892[source insuffisante]     | 2 mai 1896                        |
| 6e  | Pierre Henri Martin | 2 mai 1896[source insuffisante]       | 6 mai 1900                        |
| 7e  | Ferdinand Huchard   | 6 mai 1900[source insuffisante]       | 1er mai 1904                      |
| 8e  | Ferdinand Huchard   | 1er mai 1904[source insuffisante]     | 3 mai 1908                        |
| 9e  | Eugène Common       | 3 mai 1908                            | 5 mai 1912                        |
| 10e | Cyprien Cagin       | 5 mai 1912                            | 7 avril 1913[source insuffisante] |
| 11e | François Zerga      | 7 avril 1913[source insuffisante]     | 1er août 1914                     |
| 12e | Blaise Casanova     | 1er août 1914                         | 10 décembre 1919                  |
| 13e | Pitavy François     | 10 décembre 1919[source insuffisante] | 11 février 1921                   |
| 14e | Arsène Weinmann     | 11 février 1921[source insuffisante]  | 1924                              |
| 15e | Arsène Weinmann     | 1924                                  | 1928                              |
| 16e | Arsène Weinmann     | 1928                                  | 1932                              |
| 17e | Arsène Weinmann     | 1932                                  | 1936                              |
| 18e | Arsène Weinmann     | 1936                                  | 1939                              |
| 19e | Lahcen Berrekla     | 1942                                  | 1945                              |
| 20e |                     |                                       |                                   |

## Population et société

### Démographie
| Année | Population |
| ----- | ---------- |
| 1876  | 2 700      |
| 1881  | 2 400¹     |
| 1890  | 1 400²     |
| 1901  | 2 800      |
| 1931  | 3 000      |
| 1950  | 5 000      |
| 1954  | 5 500      |
| 1960  | 15 000     |
| 1962  | 23 000     |
| 1966  | 27 000     |
| 1977  | 41 000     |
| 1987  | 60 000     |
| 1998  | 79 300     |
| 2008  | 135 088    |

¹·² régression durant les évènements de l'Insurrection de 1871 dans la Kabylie.

### Administration
La daïra de Tizi-Ouzou comprend une seule et unique commune. Il s’agit de la commune de Tizi-Ouzou. Les deux structures administratives partagent donc la même superficie (102,36 km2) et le même nombre d’habitants (135 088 en 2008).

### Éducation
Tizi-Ouzou dispose de nombreux lycées, tels que : le lycée Ramdane Abane, le lycée Lalla Fatma N'Soumer (du nom de l'héroïne de la résistance Kabyle de 1851-1857), le plus ancien lycée de la ville, le lycée Colonel Amirouche Ait-Hamouda (dit Lycée Polyvalent), le Technicum de la Nouvelle-Ville, le lycée Rabah Stambouli ex-Hamlat, le lycée Al Khansa, le lycée Boukhalfa, le lycée 20 aout 1956 (souq), le lycée Hemki Idir qui a ouvert ses portes en 2015, ainsi que de nombreux lycées privés, notamment à la Nouvelle-Ville.

### Enseignement supérieur
Tizi-Ouzou est une des principales villes universitaires du pays. L'université de la ville, Université Mouloud Mammeri de Tizi Ouzou (UMMTO), compte de nombreuses facultés réparties sur plusieurs pôles : Bastos, Hessnaoua (Nouvelle-Ville), Boukhalfa, Oued Aïssi et Tamda. Elle accueille près de 50 000 étudiants dont plus de 8 000 sur le nouveau site de Tamda qui en comptera à sa livraison finale plus de 25 000.

### Santé
La ville des genêts est dotée du CHU de Tizi Ouzou créé en février 1986, qui relève de la Direction de la Santé et de la Population de la Wilaya de Tizi Ouzou, constitué de deux unités principales d’une capacité de 900 lits comptant 3 487 employés dont 981 constituent l’effectif médical, 1 067 paramédicaux et psychologues, ainsi que 1 439 éléments du personnel administratif et autres répartis en 42 services implantés à l’Hôpital Nedir Mohamed et l'Hôpital Sidi Belloua.

## Culture

### Monuments remarquables
- Hôtel de ville de Tizi Ouzou

### Musées
La ville de Tizi Ouzou se dote de 3 musées:
- Le Musée et Monument des Martyrs - Asalay d usveddad n Imeɣṛasen,
- Le Musée Régional des Moudjahiddines
- Ainsi que le Musée régional de Tizi-Ouzou

### Arts et Festivités
Tizi Ouzou accueille le Festival culturel du Film amazigh algérien.
La maison de la culture de la ville organise divers événements culturels, tels que Yennayer le nouvel an berbère, mais d'autres festivales et célébrations y ont aussi lieu, comme le Festival international du fromage de Tizi-Ouzou (FIFTO) qui accueille chaque année de nombreux participants, venant d'Algérie et de l'International.

### Médias
La ville de Tizi-Ouzou possède une radio, Radio Tizi-Ouzou qui diffuse en langue arabe et en kabyle

## Économie

### Entreprises
De grandes entreprises sont installées dans la wilaya de Tizi-Ouzou notamment dans la zone industrielle Idir Aissat (Oued Aïssi) située à 10 km à l'est de Tizi Ouzou et celle de Freha à 30 km.
- Laboratoire Novo Nordisk : entreprise pharmaceutique danoise, Z.I Idir Aissat (Oued Aïssi);
- Eniem : entreprise nationale, de production d'électroménager, Z.I Idir Aissat (Oued Aïssi);
- Frigor : entreprise algérienne de production de petit et gros électroménager, Z.I Idir Aissat (Oued Aïssi);
- Mahindra tractors : usine de montage de tracteurs agricoles de la marque Mahindra, Z.I Idir Aissat (Oued Aïssi);
- Entreprise de textile industrielle et technique, ex Cotetex, (Draa ben khedda).

### Tourisme
- À l’est de la ville de Tizi-Ouzou (à 40 km du centre-ville) se trouve la forêt de Yakouren. C'est un massif forestier très connu qui attire de nombreux visiteurs venant de tous le pays et de nombreux immigrants pendant la période estivale[évasif]. Le lieu est très dépaysant du fait de ses splendides végétations[non neutre], sources thermales et du fait de la présence de singes magot[34] et amusent les touristes. On y trouve également des chacals, porcs-épics et lièvres.
- le monument de Bougie de Tizi Ouzou
- La chaîne de montagnes du Djurdjura fait l'objet de plusieurs centaines de visites par an[35]. Elle est considérée comme la plus longue chaîne de montagnes de Kabylie (250 km)[35]. Le Djurdjura est composé de plusieurs massifs montagneux, dont Lalla Khadija qui est le plus haut sommet (2 308 m)[36] et Tikjda qui abrite l'une des seules stations de ski d'Algérie ; elle est dotée de circuits pour tous les sports de montagne (escalade, alpinisme, course d'orientation..)[37].
- Site archéologique des ruines romaines à Tigzirt : Ces ruines chargées d'histoire font maintenant partie intégrante du décor de la commune de Tigzirt, commune de la ville de Tizi-Ouzou[38].

## Relations internationales

### Jumelages
| Ville | Ville             | Pays | Pays    | Période     |
| ----- | ----------------- | ---- | ------- | ----------- |
|       | Bizerte           |      | Tunisie |             |
|       | La Roche-sur-Yon, |      | France  | depuis 1988 |

## Sports

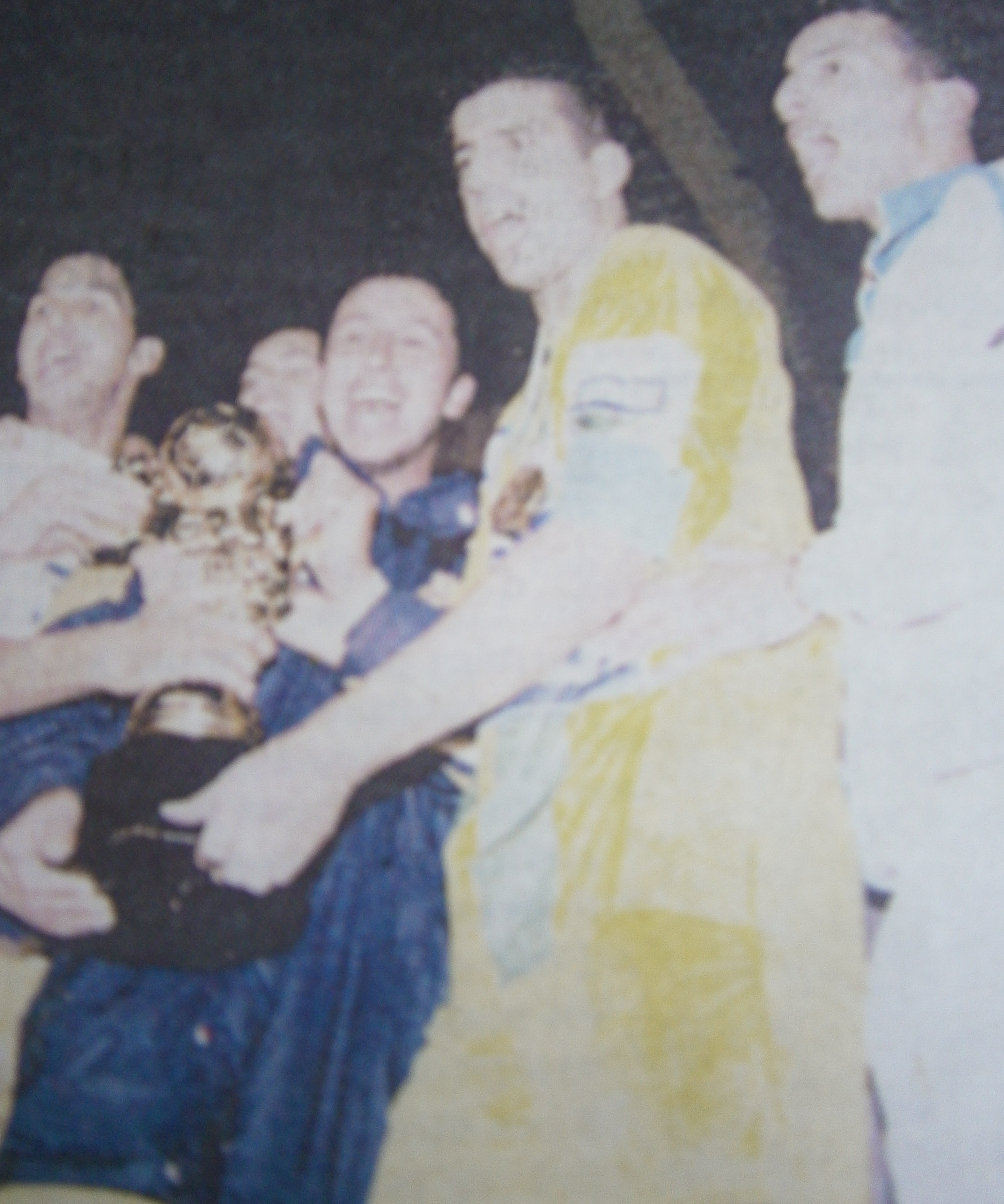
Remise du trophée de la Coupe de la CAF 2001, à la JSK.

La Jeunesse sportive de Kabylie (JSK) est le club de la ville de Tizi-Ouzou (ensuite adopté par la Kabylie entière à la suite de ses nombreux succès sur la scène internationale), c’est le club le plus titré du football algérien avec un total de 28 titres au total et l'un des clubs les plus titrés du football africain avec sept titres continentaux. La Jeunesse sportive de Kabylie, est le club emblématique de la grande Kabylie. Avec un budget pour les années 2007/2008 de 250 millions de dinars, environ 2 millions d’euros, la JSK reste l’un des clubs les plus riches d'Afrique.
C'est en 1946, que des jeunes Kabyles ont décidé de créer « la Jeunesse sportive de Kabylie ». À cette époque, la grande Kabylie avait déjà un club, l’Olympique Tizi Ouzou, un club colonial soutenu par l’administration française. En 1956, La Jeunesse sportive de Kabylie (JSK) au même titre que tous les autres clubs algériens, cesse toute activité à la suite de l'appel du FLN. Elle ne reprendra du service qu’à partir de 1962, une fois l’Algérie indépendante. C'est le 15 septembre 1962 contre le MC Alger que la JSK joue son premier match en Algérie lors du tournoi de Tizi-Ouzou.

## Personnalités liées à la commune
- Saïd Slimani (1850-1924), conseiller municipal de Tizi Ouzou à l'époque française, originaire du village Bouhinoune ;
- Salah Benacer (1900-1961), sénateur de Tizi Ouzou de 1959 à 1961 à l'époque française, originaire du village de Djemâa Saharidj ;
- Youssef Achour (1914-1992), sénateur d'Alger de 1959 à 1962, à l'époque française;
- Mohammed Zmirli (1909-1984), artiste peintre, y est né ;
- Rabah Stambouli, universitaire, militant démocrate, assassiné en 1994 ;
- Youcef Dris, né le 25 octobre 1945 à Aïn Hallouf, Haute Ville Tizi-Ouzou, écrivain et ancien journaliste, a écrit de nombreux ouvrages dont Les Amants de Padovani, Les Massacres d'Octobre 1961, de nombreux contes pour enfants et une biographie de Hadj Guerouabi ;
- Mustapha Bouchachi, né en 1954, avocat et universitaire, y a vécu ;
- Mohamed Hilmi (1931-2020), Acteur, réalisateur et dramaturge algérien ;
- Mohamed Gaya (1974-), homme politique algérien ;
- Khaled Hammoutène (1978-), footballeur algérien, y est né.
- Messaoudi Hassan (1967-2021), chirurgien algérien, y est mort.